# Vila Curuçá

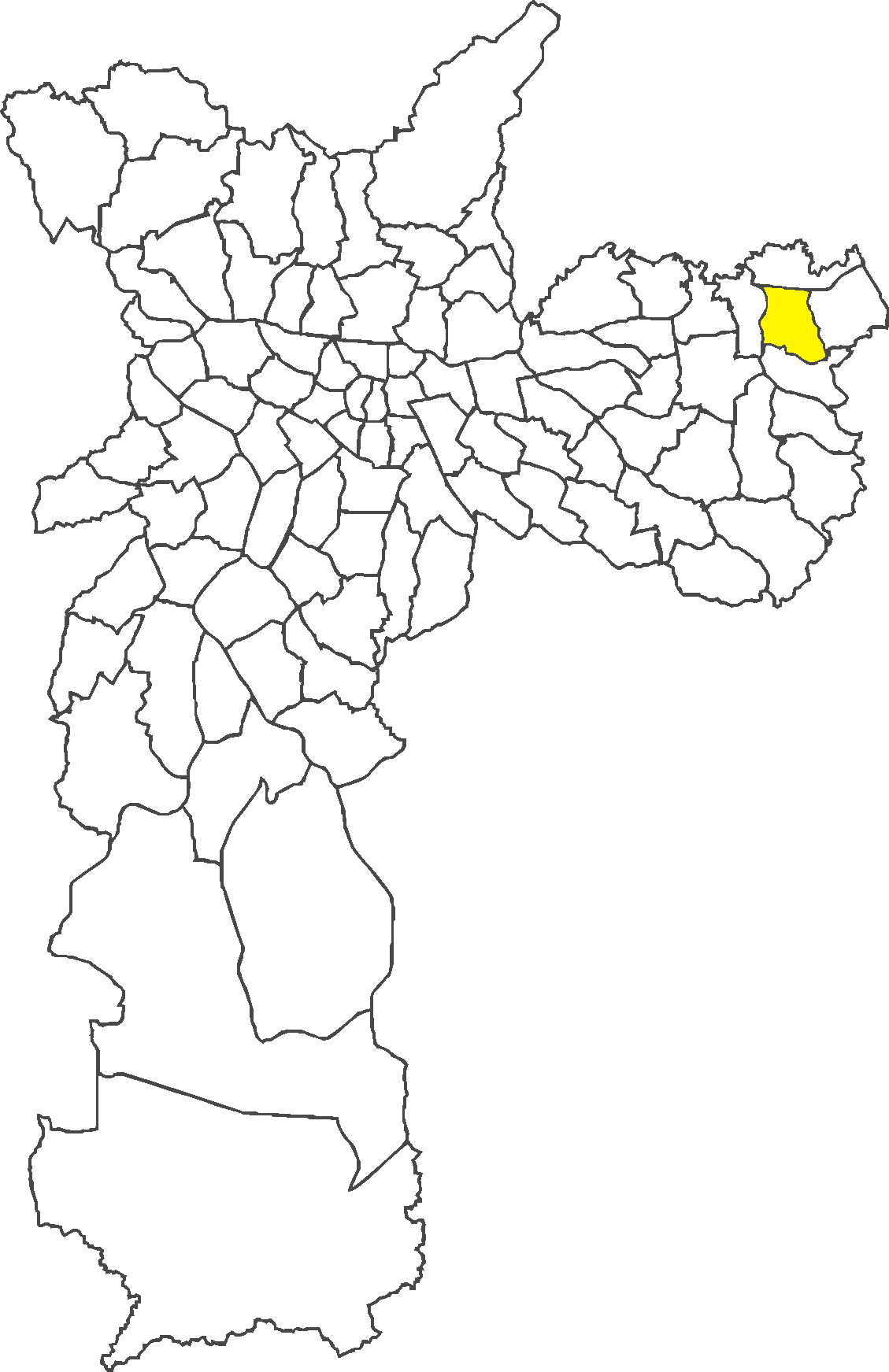
Localisation du quartier Vila Curuçá dans la municipalité de São Paulo.

Vila Curuçá est un district situé dans la zone est de la municipalité de São Paulo.

## Quartiers
- Chácara Figueira Grande
- Jardim Bartira
- Jardim Campos
- Jardim Carolina
- Jardim dos Ipês
- Jardim Eva
- Jardim Heloisa
- Jardim Miragaia
- Jardim Nazaré
- Jardim Quisisana
- Jardim Robrú
- Jardim Rosina[1],[2]
- Jardim Santo Antônio
- Jardim Santo Elias
- Jardim Senice
- Vila Clara
- Vila Conceição
- Vila Luzimar
- Vila Nova Curuçá
- Vila Raquel
- Vila Simone
- Vila Stela

## Histoire
L'histoire de Vila Curuçá est identique à celle du district de São Miguel Paulista, ainsi qu'à celle de la partie orientale du district de Jardim Helena : les colons portugais. On raconte qu'entre 1610 et 1611, le Bandeirante Domingos de Góes devint le "sesmeiro" des terres de la région des "boi sat", qui se situent près de la rivière Tietê. Ils furent transférés sous le contrôle des prêtres carmélites en 1621. Durant cette période, une chapelle appelée Nossa Senhora da Biacica (un nom qui vient de la langue tupi "imbeicica" ou "vigne résistante", facile à trouver dans la Tietê) a été construit, qu'il est considéré comme un point de repère de la colonisation de la région. Pendant longtemps Itaim Paulista, Vila Curuçá et la partie orientale de Jardim Helena ont formé un seul quartier, connu sous le nom de "Imbeicica", qui a ensuite été séparé.
Dans ce district se trouve le siège de la sous-préfecture d'Itaim Paulista, mais auparavant la région était administrée par la sous-préfecture de São Miguel Paulista et donc, le bon sens de la plupart des gens détermine que Vila Curuçá serait un quartier de São Miguel Paulista, mais les cartes actuelles et officielles de la mairie de São Paulo indiquent que ce n'est pas le cas.

## Loisirs
Pendant le gouvernement Marta Suplicy, une unité du CEU (Centre éducatif unifié) a été construite dans le quartier, appelée "CEU Vila Curuçá". Ce centre, qui fonctionne comme une école maternelle et primaire, abrite également un centre de loisirs et un télécentre.
À côté de CEU Vila Curuçá, il y a un Clube da Cidade, c'est un centre de divertissement et de loisirs de la mairie de São Paulo, dont les centres similaires sont répartis dans toute la municipalité. Sur place, il y a des piscines, des courts et d'autres attractions pour recevoir les plus de 3000 visiteurs chaque week-end en été et il reçoit les personnes âgées pour les danses des aînés. L'exigence fondamentale est d'être résident de Vila Curuçá ou Itaim Paulista.

## Nouvelle gare
Depuis 2008, le district de Vila Curuçá est bénéficié de la gare de Jardim Helena-Vila Mara de la ligne 12 de la CPTM, qui a facilité l'accès au district.